# National Azerbaijan Golf Club
The National Azerbaijan Golf Club is in Quba, de hoofdstad van het gelijknamige district Quba in Azerbeidzjan. De baan ligt tussen de Kaspische Zee en de Kaukasus.
De 18 holesbaan werd ontworpen door Jon Hunt van de International Design Group en kreeg een par van 72. Hij werd in het najaar van 2013 geopend. De Azerbeidzjaanse Golf Federatie is hier gevestigd. De baan wordt geëxploiteerd door Troon Golf.
In 2014 werd de eerste editie van het Azerbaijan Challenge Open hier gespeeld.